# Roestschouderelfje
Het roestschouderelfje (Malurus assimilis) is een zangvogel uit de familie Maluridae (elfjes). 

## Verspreiding en leefgebied
De soort komt voor in Australië en telt vier ondersoorten:
- M. a. dulcis: het noorden van het Noordelijk Territorium.
- M. a. rogersi: noordoostelijk West-Australië.
- M. a. assimilis: een groot deel van overig Australië.
- M. a. bernieri: Bernier Island.

## Status
De grootte van de populatie is niet gekwantificeerd maar de soort wordt omschreven als plaatselijk vrij algemeen. Op de Rode lijst van de IUCN heeft deze soort de status niet bedreigd.